# Echinophyllia echinoporoides
Echinophyllia echinoporoides är en korallart som beskrevs av Veron och Marcel Pichon 1979. Echinophyllia echinoporoides ingår i släktet Echinophyllia och familjen Pectiniidae. IUCN kategoriserar arten globalt som livskraftig. Inga underarter finns listade i Catalogue of Life.